# Parafia Najświętszej Maryi Panny Królowej Polski w Poniatowicach
Parafia Najświętszej Maryi Panny Królowej Polski w Poniatowicach – znajduje się w dekanacie Oleśnica wschód w archidiecezji wrocławskiej.